# Кибондо
Кибондо (суахили и англ. Kibondo) — город на северо-западе Танзании, на территории области Кигома. Административный центр одноимённого округа.

## Географическое положение
Город находится в северной части области, вблизи границы с Бурунди, на высоте 1455 над уровнем моря.
Кибондо расположен на расстоянии приблизительно 182 километров к северо-востоку от города Кигома, административного центра провинции и на расстоянии приблизительно 1005 километров к западу-северо-западу (WNW) от столицы страны Дар-эс-Салама.

## Население
По данным официальной переписи 2002 года численность населения составляла 13 241 человека.
Динамика численности населения города по годам:
| 1978 | 2002   |
| ---- | ------ |
| 3525 | 13 241 |

## Транспорт
К востоку от города расположен небольшой одноимённый аэропорт (ICAO: HTKB). Также через город проходит автомагистраль B8.